# Deportaciones de Moldavia: Bucovina y Besarabia
Las deportaciones fueron una forma de represión política puestas en práctica por las autoridades soviéticas.
No se conoce una cifra exacta de aquellos que sufrieron a causas de este tipo de represiones. Las estimaciones se elevan a unos cientos de miles de personas deportadas en el periodo de 8 de junio de 1940 – 5 de marzo de 1953.
Existieron tres olas de deportaciones de la población de Besarabia y Bucovina del Norte. Sin embargo, estas acciones de deportación de la gente de Besarabia y Bucovina tuvieron lugar también entre las tres oleadas.

## Primera ola de deportaciones (12-13 de junio de 1941)

### Supuestos

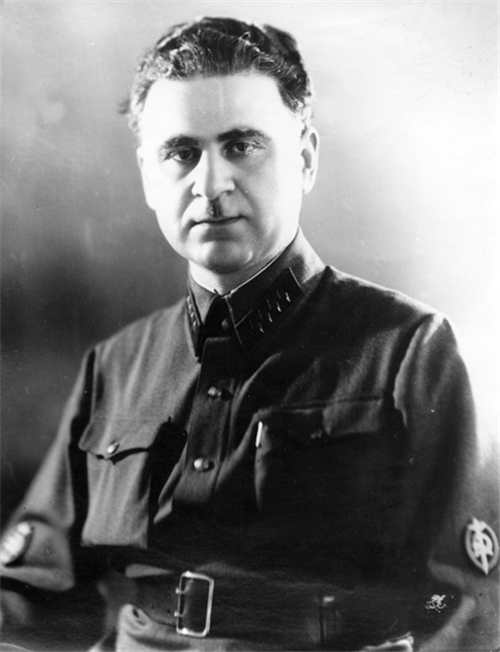
El general del NKVD Sergó Goglidze, uno de los organizadores de las deportaciones de 12-13 de junio de 1941.

De la organización de las deportaciones se ocupó el Buró Político del CC del PC (b.) de la URSS y las estructuras del NKVD (Comisariado del Pueblo para Asuntos Internos) fueron la base logística del mecanismo de deportación.
En mayo de 1941, Sergó Goglidze fue nombrado apoderado del partido y del gobierno soviético en Moldavia. Pasado una semana, a fecha de 31 de mayo de 1941, el general Goglidze le envió a Stalin un Ruego (ruso: Prosiba), en que relataba que en Besarabia había muchos partidos y organizaciones burguesas. Después de la anexión de Besarabia a la URSS, las bases de estas formaciones políticas se refugiaron en Rumanía. Los restos que quedaban de estos partidos y organizaciones, fueron apoyados activamente por los servicios rumanos de espionaje y se intensificó la actividad antisoviética. El mismo documento incluía en la categoría de elementos antisoviéticos a los terratenientes, los comerciantes, los agentes de policía y los guardias civiles, rusos albgardistas, los alcaldes, los refugiados de URSS y otros elementos sociales extranjeros. Con relación a estos elementos, Goglidze rogaba deportar a regiones lejanas del norte y este de la URSS a unas 5000 familias.
Como base jurídica de las deportaciones sirvió El reglamento en cuanto al modo de aplicación de la deportación frente a unas categorías de criminales, aprobado en mayo de 1941.
A 7 de junio de 1941, el NKVD de la RSS de Moldavia pidió 1315 vagones para el transporte de los deportados.
Aunque las directrices venían de Moscú, aquellos que las ejecutaron fueron de Besarabia. Hombres nuevos de los bolcheviques eran promovidos en sus cargos y sostenidos en su actividad profesional. 
Los listados con deportados fueron hechos por el NKVD con base en las delaciones, teniéndose en cuenta la preparación y actividad del cabeza de familia, de su riqueza y del hecho de que hayan colaborado con la administración rumana o no.

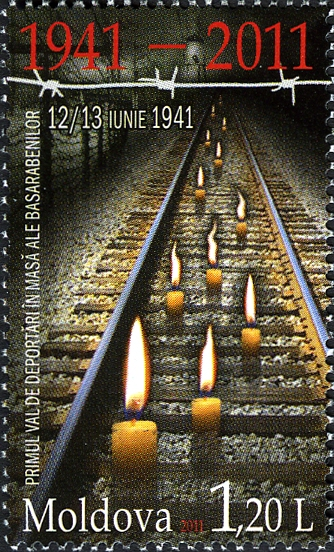
Timbre postal dedicado 70 aniversario de la primera ola de deportaciones de Besarabia de 1941.

### Ejecución de la deportación
La operación de deportación comenzó en la noche del 12 al 13 de junio de 1941 (hora 2:30) y abarcó territorios anexados por la URSS de Rumanía en junio de 1940.
Debían ser interceptadas 32 423 personas, de las cuales 6250 debían ser detenidas, y el resto de 26 173 personas deportadas (inclusive 5033 personas detenidas y 14 542 personas deportadas desde la RSS de Moldavia).
Por lo general, un equipo formada de dos-tres militares armados y un trabajador de la seguridad batía la ventana de la casa, en plena noche, tomando por sorpresa a los inquilinos. "¡En un cuarto de hora más te vale estar preparado!" Ésta era la orden que se daba a los hombres abarcados por el miedo sin entender donde van y por qué. En muchas ocasiones, entre los que venían a deportar a los hombres se encontraba el benevolente o el benefactor que denunció a la familia y, de ese modo, ayudaba al NKVD a despistar a los elementos peligrosos.
A los deportados les era permitido llevar 10 kg por persona, solo que, muchas veces todo lo que tenía más valor o era útil se repartía entre los que participaron en la deportación en plena noche. De pronto los deportados, eran llevados en camiones o incluso en algunos pueblos en carro, hasta la estación de tren.
En la estación de ferrocarril, los miembros de cada familia eran separados del siguiente modo: cabezas de familia por un lado, los jóvenes mayores de 18 años por el otro lado y las mujeres y niños aparte. Se continua con la embarcación en los vagones de mercancía hasta más de 70-100 personas por vagón, sin agua ni comida. En los vagones aparecía: Tren con trabajadores rumanos que huyeron de Rumanía del yugo de los burgueses, para venir al amparo soviético. Salid a la calle con flores! o Emigrantes voluntarios.
En Basarabia, 90 vagones partieron de la estación de Taraclia, 44 vagones de la estación de Basarabeasca, 44 vagones de la de Căușeni, 48 vagones de la de Tighina, 187 vagones de la de Chisináu, 48 vagones de la estación de Ungheni, 83 vagones de la de Ocnița, 133 vagones de la de Bălți, 73 vagones de la de Florești, 40 vagones de la de Râbnița, 38 vagones de la de Bolgrad, 103 vagones de la de Arțiz y 340 vagones de la estación de Cernăuți.

### El destino de los deportados
El viaje a los puntos de destino duraba unas dos o tres semanas. Las condiciones eran terribles. En pleno verano, les faltaba agua potable. A cada uno les daban 200 gramos de agua al día y de comida se daba solo pescado salado. Cada vez que paraba el tren se aprovechaba para tirar los cadáveres, de los cuales, o eran soterrados o dejados al pasto de los animales. A lo largo del camino a los deportados no les fue permitido ninguna asistencia o consulta medical. También, en los vagones sucios y sin los elementos más básicos de sanidad se propagaron diversas enfermedades infecciosas y muchos de los que sufrieron fallecieron de esta causa. En algunas estaciones ferroviarias a algunos se les permitía salir unos minutos al aire libre. Alguien era enviado a por agua potable. En caso de tentativa de evasion, inmediatamente se daba la orden de disparar, por tanto, teniendo una posibilidad nula de escapar de este tren de la muerte.
El contingente de deportados era distribuido de la siguiente manera: el cabeza de familia detenido era aislado de esposa e hijos y llevado a campos de trabajo forzado del sistema GULAG. Los otros miembros de la familia eran enviados a Siberia o Kazajistán.
Los deportados en Siberia o Kazajistán, del niño al anciano, eran repartidos para trabajar en empresas forestales, trabajos agrícolas (r. sovhozuri), y en cooperativas artesanales. Por el trabajo no eran remunerados equitativamente, tan solo el mínimo para sobrevivir.
Del raporte de un fragmento del GULAG del mes de septiembre-octubre 1941, se halla que, en otoño del mismo año, las deportaciones de la RSS de Moldavia fueron desplazados en la RSS de Kazajistán (9954 personas), RASS Komi (352), regiones Omsk (6085), Novosibirsk (5787) y Krasnoyarsk (470). En Kazajistán, las deportaciones de RSS de Moldavia se hallaban en regiones Aktiúbinsk (6195 personas), Kîzîl-Ordînsk (1024), Kazajistán del Sur (2735) y en la región Omsk eran dispersados en 41 secciones.

### Estimación del número de víctimas
El número de las deportados se eleva por encima de 22 000 personas. Según  otras fuentes, el número de deportados sería de 24 360, o incluso de 30 000 personas.

## Segunda ola de deportaciones (5-6 de julio de 1949 )

### Los supuestos
La operación de 1949 fue denominada conspirativamente Yug ("Sur"). Con razón, el evento ha sido catalogado de "la más grande deportación de la población de Besarabia".
Se emprendió activamente en la primavera del año 1949, cuando se propuso abiertamente el problema. A fecha de 17 de marzo de 1949, V. Ivanov, presidente de la oficina para RSS de Moldavia, y N. Covali, en una carta enviada a Stalin, pedía a comisarios del partido comunista de toda la URSS que permitan la deportación de la república a 39 091 personas: personas con riquezas (rum. chiaburi) (campesinos ricos que tenían más tierras de las que podrían trabajar ellos solos), activistas del partido profascista, etc.
A 6 de abril de 1949, es adoptada la resolución estrictamente secreta Núm. 1290-467cc de la Oficina Política del CC del PC. Con la intención de la deportación del territorio de la RSS de Moldavia a los ricos, antiguos terratenientes, grandes comerciantes, cómplices de la ocupación alemana, personas que colaboraron con los órganos políticos alemanes y rumanos, a miembros de partidos políticos, miembros de sectas ilegales, y también de las familias de los arriba mencionados.
La resolución preveía la deportación de 11 280 familias que reunían 40 850 personas. Éstas debían ser deportadas para siempre en las regiones de Kazajistán de Sur, Dzhambul y Aktiúbinsk, como asimismo las regiones Altái, Kurgán, Tiumén, Tomsk de Rusia. Se ordena que la deportación tenga lugar en junio de 1949, bajo el control y responsabilidad del Ministerio de Seguridad del Estado (MGB).
La organización del equipo que seguía que se ocupe de deportación se hizo en el periodo 23-24 de junio. Del liderazgo formaban parte: el general-mayor Iósif Lavrentievich Mordovets, ministro de la Seguridad la RSS de Moldavia, el general-mayor Iván Ilich Ermolin, apoderado MGB de URSS, el coronel Aleksandr Alekséievich Kolotushkin, adjunto ministro a la seguridad RSS de Moldavia sobre los marcos. Asimismo aquí era especificada el equipo de toda la organización informativa, operativa, de transmisión, y el equipo de los maquinistas. En total eran 30 personas, absolutamente todas de las estructuras MGB de la RSS de Moldavia. De Moscú a RSS de Moldavia vinieron 32 médicos y 64 asistentas médicas, que serían alojadas, dándoles alimentos y todas las condiciones necesarias para que se mantuviera en secreto su llegada. El equipo de liderazgo de la operación “YUG” comenzó la actividad el 24 de junio de 1949.
Después de todas las preparaciones, a 3 de julio de 1949, el mando de Chișinău (Selivanovskii, Mordovets, Ermolin) envió a todas las órganos de la KGB locales un telegrama con el siguiente texto: Informad no más tarde de la hora 14:30 si estáis preparados para realizar la operación "Yug". En las horas de 11:30-13:30, todas los sectores de la república recibieron este telegrama, con respuesta positiva, y en el mismo día al anochecer en las estaciones de tren fueron traídas las tropas operacionales y militares necesarias, todo ello siendo mantenido en secreto.

### La operación de deportación
La operación YUG comenzó en la noche del 5 al 6 de julio de 1949, a las 2 horas de la mañana y duró hasta la hora 20:00 del día de 7 de julio.
Tal como ocurrió con la deportación en masa de junio de 1941, no todos los que fueron inicialmente en la lista fueron deportados. Los documentos de archivo enseñan en modo concluyente, que esta vez, la noticia de una operación de deportación se rumoreó en las provincias con semanas de antelación, debido al filtrado de información de ciertos representantes del poder que advirtieron a sus familiares en este sentido.
Las autoridades intentaron, por eso, mantener en grande secreto siquiera la fecha del desarrollo de la operación y por esta causa los ayuntamientos recibieron los listados apenas el mismo día de la operación.
Del total de 12 860 familias incluidas inicialmente en los listados, 1567 familias se libraron por diversos motivos; 274 familias habían entrado mientras tanto en koljós; 240 presentaron pruebas documentales que atestiguaban que unos miembros de la familia hacían el servicio militar; 35 familias tenían orden y medallas soviéticas; 508 se cambiaron el domicilio, y 105 familias habían logrado esconderse.
Las detenciones se hicieron por la noche con la fuerza militar llegada a los pueblos en coches. Los que intentaron huir fueron fusilados. Las personas arrestadas con sus familias, niños, abuelos, sin permitirles llevar reservas de comida con ellos, fueron subidas a la fuerza a los vagones de ganado. Todos las casas y útiles de los campesinos fueron transmitidos, una parte robados o vendidos por órganos financieros de las secciones respectivas. Muchos de estos edificios fueron ofrecidos a los oficiales locales de la NKVD, a la nomenclatura, etc. La mayoría de los campesinos deportados no volvieron a la patria. Fueron disparados por el camino, muertos de hambre, de enfermedades, de dolor anímico, de trabajo forzado.
A consecuencia de la deportación de junio de 1949 el impacto de las autoridades comunistas soviéticas superó todas las expectativas. Este hecho es cierto sobre todo mirando el efecto sobre el ritmo de colectivización en los siguientes meses después de la deportación. Solo en los meses de julio a noviembre de 1949, la cuota de campesinos que entraron en granjas colectivas (koljós) aumento del 32 % al 80 % del total, elevándose al 97 %, en enero. Después de la operación de deportación aquellos que constituían la mayoría de la población, campesinos, y aquellos menos amigos del poder soviético no les quedó más remedio que cambiar de actitud. El medio a una nueva operación, determinó a los agricultores individuales a renunciar a sus tierras y a aceptar el compromiso con el régimen soviético, un régimen que dio a entender que no tenía piedad con ningún tipo de protesta o rebelión. Sobre todo porque aquellos que fueron deportados en junio 1949 no tenían el derecho a volver a sus tierras de origen, conforme unas decisiones especiales de las autoridades de Moscú.

### Estimación del número de víctimas
Conforme a las fechas oficiales, en el día de 6 de julio de 1949, fueron deportadas a Siberia 11 293 familias de Moldavia o más de 35 000 personas. Fuentes no oficiales afirman que estas cifras no reflejan la entera proporción del drama de los moldavos, dado que el número de las víctimas ha sido calculado utilizando 3 miembros por familia. Sin embargo, se sabe que fueron deportadas familias que tenían 7-8 e incluso 14 hijos.
Según otras fuentes, las 11 293 familias representaban 35 796 personas, de las cuales 9864 eran hombres, 14 033 mujeres y 11 889 niños. 7620 familias fueron consideradas acomodadas, y las otras acusadas de colaboración con los fascistas, de pertenencia a los partidos burgueses rumanos o a sectas religiosas ilegales.

## Tercera ola de deportaciones (31 de marzo - 1 de abril de 1951)
La última deportación en masa de la población de Moldavia o Besarabia tuvo lugar en la noche del 31 de marzo a 1 de abril de 1951 y se justificó esta vez, elementos religiosos considerados un peligro para el régimen comunista de Stalin. En el marco de la operación, nombrada SÉVER ("NORTE") fueron fichados en primer lugar miembros de las organizaciones religiosas, sobre todo aquellos que se hacían llamar Los testigos de Jehová.
La operación SÉVER fue puesta en marcha con base en las mismas Resoluciones del Consejo de Ministros de la URSS Núm. 1290-467cc de 6 de abril de 1949 y núm. 667-339cc de 3 de marzo de 1951, que preveía la deportación del territorio de la RSS de Moldavia de los miembros de sectas ilegales antisoviéticas y miembros de familias de éstas, en total 5917 personas.
La acción comenzó a las 04:00 y acabó a las 20:00 del mismo día. Fueron arrestados y deportados a Siberia (región de Kurgán) 723 familias o respectivamente 2617 personas (808 hombres, 967 mujeres y 842 niños), en especial acusadas de pertenencia a la organización religiosa Testigos de Jehová. 
En esta operación participaron 546 trabajadores de la Seguridad, 1127 oficiales y soldados del Ministerio de Seguridad, 275 oficiales y soldados de la milicia y 750 personas del marco de los órganos soviéticos de partido en Moldavia.
La deportación se hizo en dos fases, con los vagones que llegaron al destino a 13-14 de abril de 1951. 
Por el camino nacieron unos niños y murieron unas personas enfermas.

## Las deportaciones estalinistas en la memoria de los contemporáneos.
Apenas sobre el 10 de abril de 1989 fue adoptada la resolución del Consejo de Ministros de la RSS de Moldavia, por la que los deportados quedaban completamente rehabilitados.
Ulteriormente, tanto el ejecutivo, como también el legislativo de la República de Moldavia emitieron, en el contexto de tomar medidas reparatorias respecto de las deportaciones, más de 20 modificaciones y actos normativos contradictorios. Por este motivo y hasta la actualidad gran parte de las personas rehabilitadas aún no pueden recibir las compensaciones por las bienes confiscados o nacionalizados en 1940-1941 y después de 1944. Asimismo, las personas que han conseguido recibir una compensación irrisoria, están a las espera de emisión de algún edicto que establezca un mecanismo viable y eficaz de compensación.
Por otra parte, no existe hasta la fecha algún monumento dedicado a aquellos que sufrieron por las deportaciones estalinistas, a pesar de que las autoridades públicas de la República de Moldavia, y las autoridades municipales de Chisináu han hablado a menudo de la creación de este tipo de monumento. También atrasada está la construcción de la iglesia en memoria a los deportados, que se planea edificar en la región de la estación ferroviaria de Chisináu.

## Deportados y descendientes, viviendo actualmente en Siberia y Kazajistán
Al censo de 1989, en la RSS de Kazajistán no se registró ningún rumano; después de un decenio, en la independiente República de Kazajistán se declararon 596 rumanos y 19 458 moldavos, del total de 15 millones de habitantes.
La primera asociación rumana de Kazajistán se fundó jurídicamente el 27 de mayo de 2003, siendo titulada Asociación româno-moldoveana de Kazahstan. Las bases de éstas fueron depositadas por el maestro Mihai Groza. También con la ayuda éste ha sido fundado el conjunto Românaș.
Sobre 29 de abril de 2005  ha sido creada una segunda asociación rumana, Sociedad Cultural La DACIA, en Karaganda donde vive una importante comunidad rumana (más de 3500 personas).
Vasile Suare, el embajador de Rumanía en Kazajistán y Kirguistán, descubrió, en el verano del año 2005, en Kirguistán, la existencia de unas comunidades de cerca de mil personas de origen moldavo y 46 rumanos. Llegaron allá, viniendo de Siberia, donde fueron deportados en 1949 y 1952 (a las regiones Tomsk, Kurgán, Irkutsk, ...), hasta en 1965, aunque fueron liberados en el periodo 1956-1958. A la liberación, a la mayoría de moldavos se les prohibió que regresasen a la RSS de Moldavia y fueron forzados a firmar declaraciones de no tener pretensiones ni reivindicaciones alguna del estado soviético, sobre lo que se les confiscó en el momento de las deportaciones. Cientos de miles de moldavos decidieron establecerse en Kirguistán, teniendo en mente el clima suave y una tierra fructífera, condiciones parecidas a las de Moldavia. Después de la disolución de la URSS, muchos rumanos de Besarabia y Bucovina, volvieron a los lugares natales, aunque más de mil personas se quedaron a vivir en Kirguistán, porque en la República de Moldavia y el norte de Bucovina (Ucrania) no tenían a nadie y tampoco medios para reinstaurarse. Así se explica el hecho de que varias localidades de Kirguistán, Biskek, Belovódskoe, Kant, Sukuluk, Gheorghievka —anteriormente Moldovanovka— y otras), viven compactamente decenas de familias de etnia rumana.

De n'ar fi-n această lume / Floarea noastră românească, / N'ar putea în al meu suflet / Floarea Dorului să crească.
Simion Plămădeală, "De n'ar fi în lume doine", 5 mai 1986, Karaganda, Kazahstan

## Besarabos y bucovinos deportados que nacieron en el exilio
- Mihai Dolgan
- Anița Nandriș-Cudla
- Eufrosinia Kersnóvskaia
- Dumitru Diacov
- Zinaida Greceanîi
- Vasile Ghiaur
- Valentina Butnaru

## Testimonios
Din toate vagoanele de auzeau plânsete și tânguieli: așa de obicei se bocesc morții. Nu e de mirare: își luau rămas bun de la patrie, de la pământul drag basarabean... În unele vagoane a început să se cânte un cântec de rămas-bun: ,,De ce m-ați dus de lângă voi, de ce m-ați dus de-acasă?
Yevfrosíniya Kersnóvskaya, Cât valorează viața unui om?, caietul 2, capitolul 6